# Grabmal (St. Lambertus)

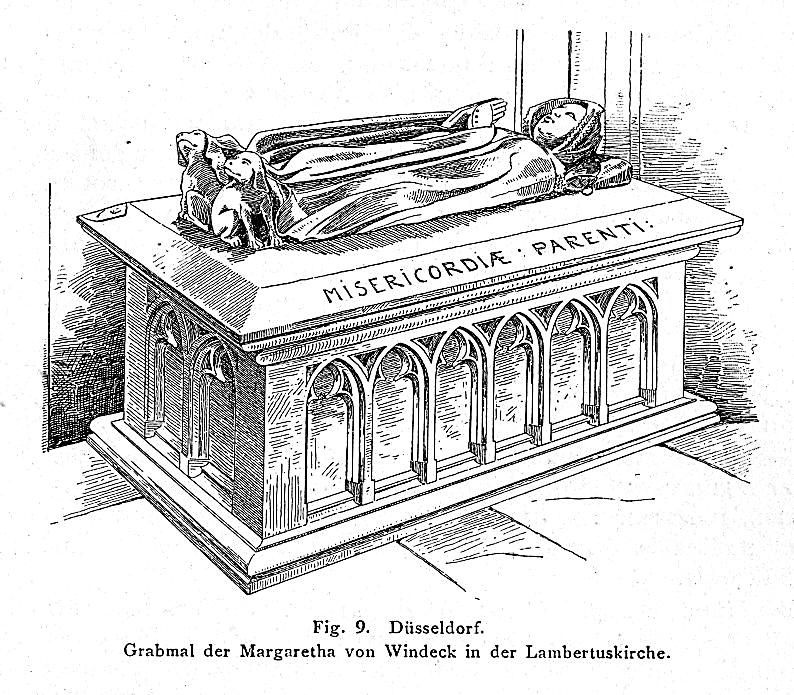
Grabmal der Margaretha von Windeck oder der Elisabeth von Waldeck

Das Grabmal in der Düsseldorfer Lambertuskirche wird von Paul Clemen in Die Kunstdenkmäler der Stadt und des Kreises Düsseldorf als Grabmal für Margaretha von Windeck beschrieben, die Herzogin von Berg und Gräfin von Ravensberg war. Anderer Meinung sind die hsl. Chronik des Ewald Baichmann aus dem Jahre 1625 und die Hs. Monumenta et sepulturae comitum et principum aus dem 18. Jahrhundert, die meinen, dass die Figur der Elisabeth von Waldeck dargestellt wird. Dieser Meinung folgt auch Strauven in Geschichte des Schlosses zu Düsseldorf. Elisabeth von Waldeck († vor 22. Juni 1385) war eine Tochter des Grafen Heinrich IV. von Waldeck (1282/90–1348) und der Adelheid von Cleve († nach 26. Juli 1327). Sie war mit Johann von Nassau-Hadamar verheiratet, der von 1334 bis 1365 regierender Graf von Nassau-Hadamar war und hatte mit ihm zehn Kinder.

## Geschichte
Das Denkmal wurde im 18. Jahrhundert zuerst im nördlichen Seitenschiff eingemauert. Im Jahre 1816 galt das Grabmal als verschollen. Erst im Jahre 1851 wurde es im Grabgewölbe des Mausoleums von Wilhelm von Jülich-Berg entdeckt, der Herzog von Berg und Jülich sowie Graf von Ravensberg war.

## Beschreibung
Die Tumba ist 2,30 m lang, 1,06 m breit und 86 cm hoch. Die Seitenflächen zeigen an der langen Seite sechs und an den schmalen Seiten jeweils zwei „nasenverzierten Spitzbogen“.
Die Deckplatte wurde an den Kanten abgeflacht. An der Vorderseite einer abgeflachten Deckplattenkante ist die Inschrift MISERICORDIAE PARENTI zu lesen. An der gegenüberliegenden Vorderseite sind die Wappen von Jülich, Berg und Waldeck zu sehen.
Auf der Tumba liegt die 1,80 m lange Steinfigur der Herzogin. Die Figur zeigt die langausgestreckte liegende Gestalt der Adligen, deren Körper ist in einen Mantel gehüllt. Der Kopf der Figur ist von einer Rüschenhaube umgeben, die bis auf die Schultern fällt.
Die Gestalt zeigt eine betende Adlige, so sind die Hände vor der Brust zu einem Gebet flach aneinander gepresst. Die Füße stemmen sich gegen zwei Hündchen.